# Mathias Hubert
Mathias Hubert (n. 16 august 1892, Jamu Mare, Timiș, România – d. 29 ianuarie 1964, Timișoara, România) a fost un arhitect și pedagog.

## Biografie
Mathias Hubert s-a născut pe 16 august 1892, fiul lui Mathias Hubert și Theresia Haupt. A urmat cu succes cursurile Liceului de Stat din Vârșeț, absolvind în iunie 1911. În timpul Primului Război Mondial, a ajuns la gradul de sublocotenent, ulterior avansând la gradul de locotenent în cadrul Regimentului 7 din Vârșeț, fiind rănit de mai multe ori.
După război, Hubert și-a continuat studiile la Academia Iosif din Budapesta, unde a studiat arhitectura între 1915 și 1918. Începând cu anul 1919 și până în 1959, a fost profesor la Școala Superioară Tehnică și Comercială din Timișoara. După anul 1945, a predat, de asemenea, la școala secundară profesională pentru muncitori din construcții din Timișoara.
În ceea ce privește afilierea politică a lui Hubert, acesta a fost apropiat de cercul din jurul lui Michael Kausch, un important lider al Partidului Național Țărănesc din Banat, care a militat pentru drepturile minorităților naționale în perioada interbelică.

## Lucrări arhitecturale
Mathias Hubert a realizat numeroase lucrări importante în calitate de arhitect, printre care se numără:
- Banația, care este în prezent sediul Universității de Medicină și Farmacie Victor Babeș din Timișoara;
- Casa Germană a Artiștilor;
- Palatul "Schwäbischer Bankverein" (Asociația Băncilor Șvăbești);
- "Casa Germană" din Parcul Scudier, cunoscută în prezent sub numele de Parcul Civic din Timișoara;
- Hotelul Timișoara, finalizat în anul 1928;
- Piața Victoriei din Timișoara.

De asemenea, Hubert a construit Școala Agricolă Germană la Voiteg.
Toate aceste opere sunt considerate importante exemple ale stilului arhitectural modernist și funcționalist, care a devenit din ce în ce mai popular în perioada interbelică.